# Młynówka (dopływ Czarnego Dunajca)
Młynówka – struga w zlewni Czarnego Dunajca. Jest jego boczną, prawobrzeżną odnogą, odgałęziającą się w miejscowości Chochołów na wysokości około 780 m. Spływa krętym korytem równolegle do głównego koryta Czarnego Dunajca, po jego prawej stronie. Na wysokości 751 m ponownie uchodzi do Czarnego Dunajca.
Płynie przez bezleśne i gęsto zabudowane obszary wsi Chochołów, miejscami bardzo blisko drogi łączącej tę miejscowość z Zakopanem.